# Pietà (Malta)
Pietà – jedna z jednostek administracyjnych na Malcie. Mieszka tutaj 4 020 osób. Istnieje tu cmentarz wojskowy Pietà Military Cemetery powstały w 1866 roku.

## Turystyka
- Kościół Najświętszej Maryi Panny z Loreto (Church of the Blessed Virgin of Loreto)
- Kościół Madonny Bolesnej (Church of the Madonna of Sorrows)
- Villa Guardamangia z 1900 roku
- St. Luke's Hospital, budynek starego szpitala z 1930 roku

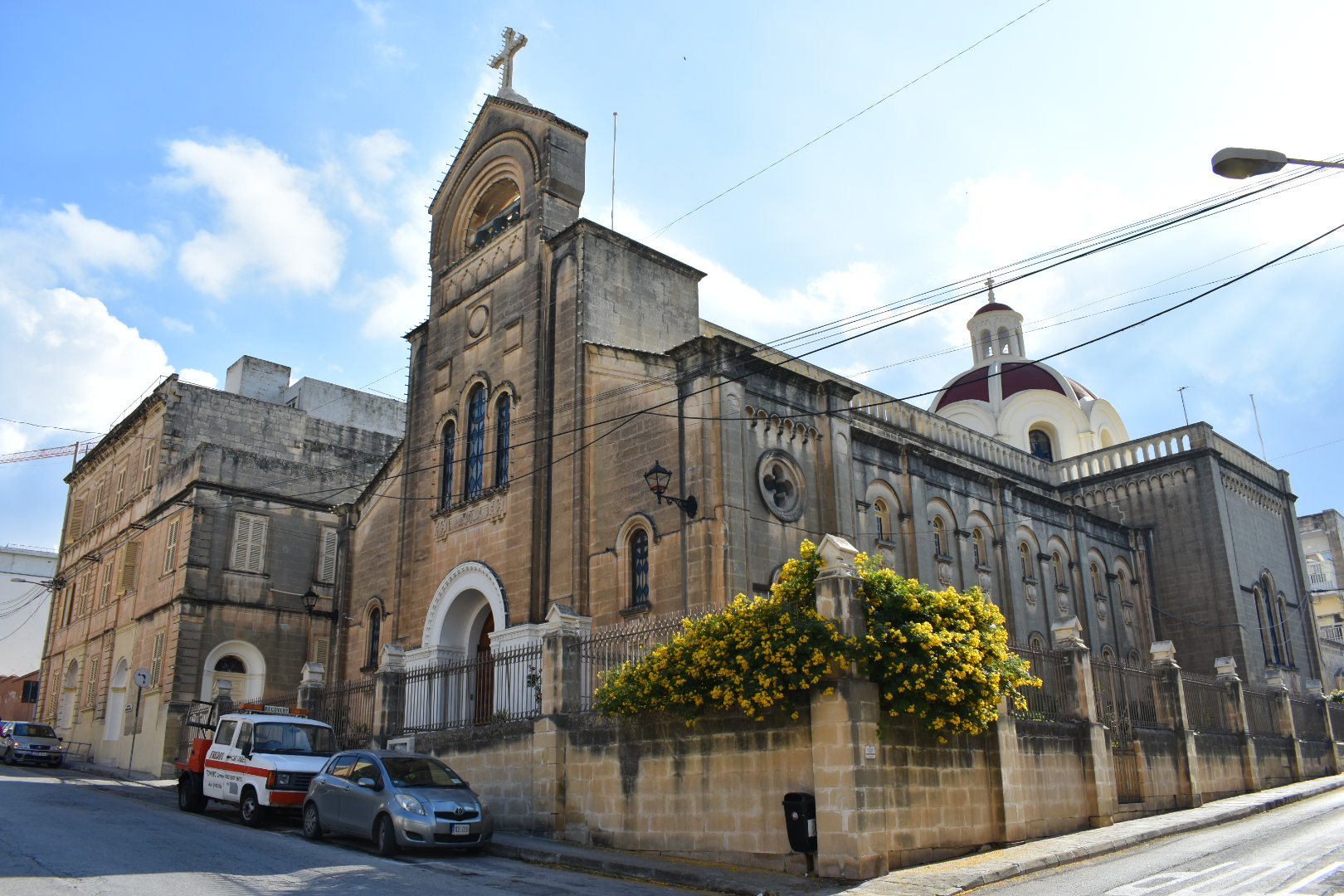
Kościół Najświętszej Maryi Panny z Loreto
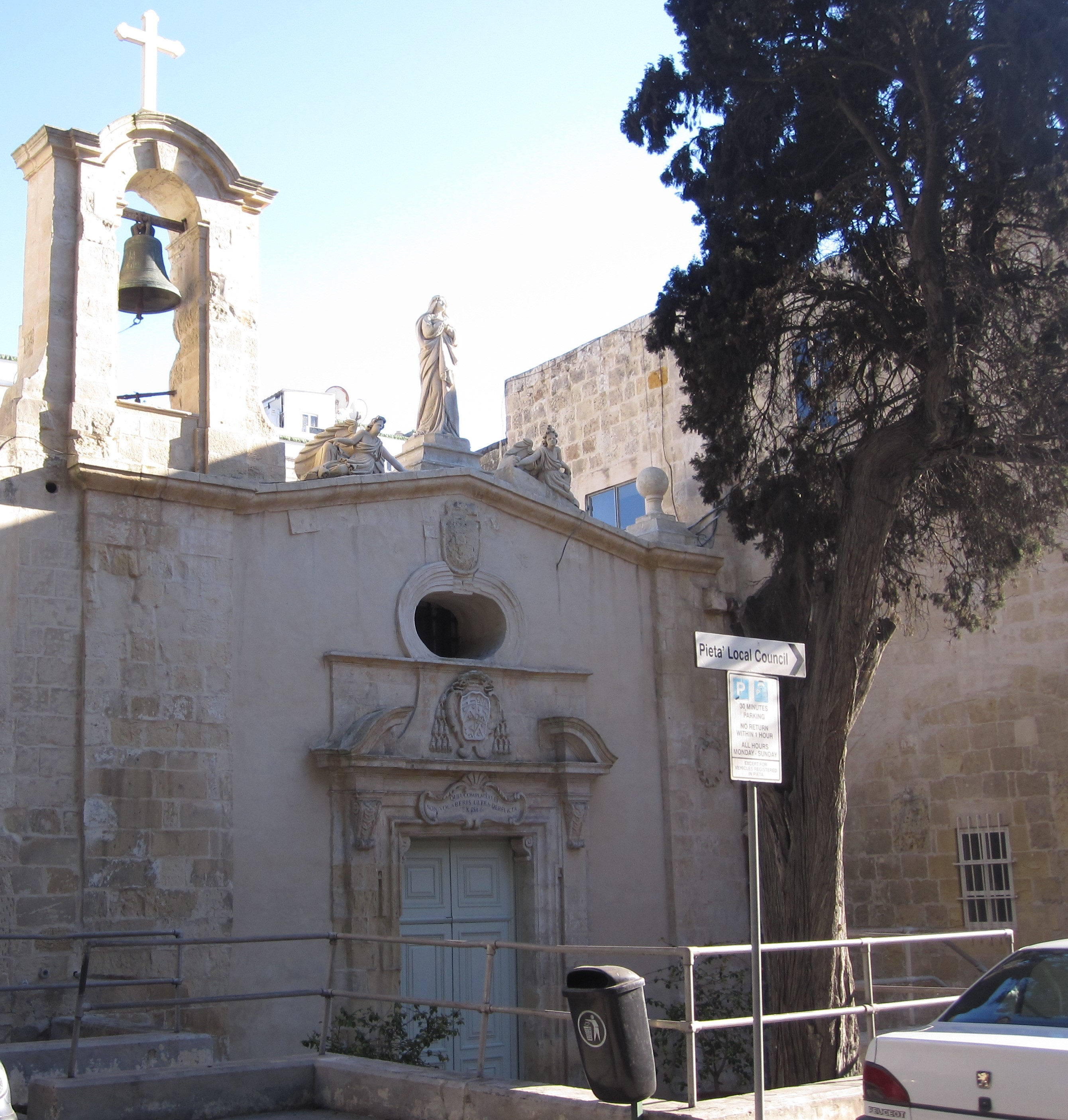
Kościół Madonny Bolesnej
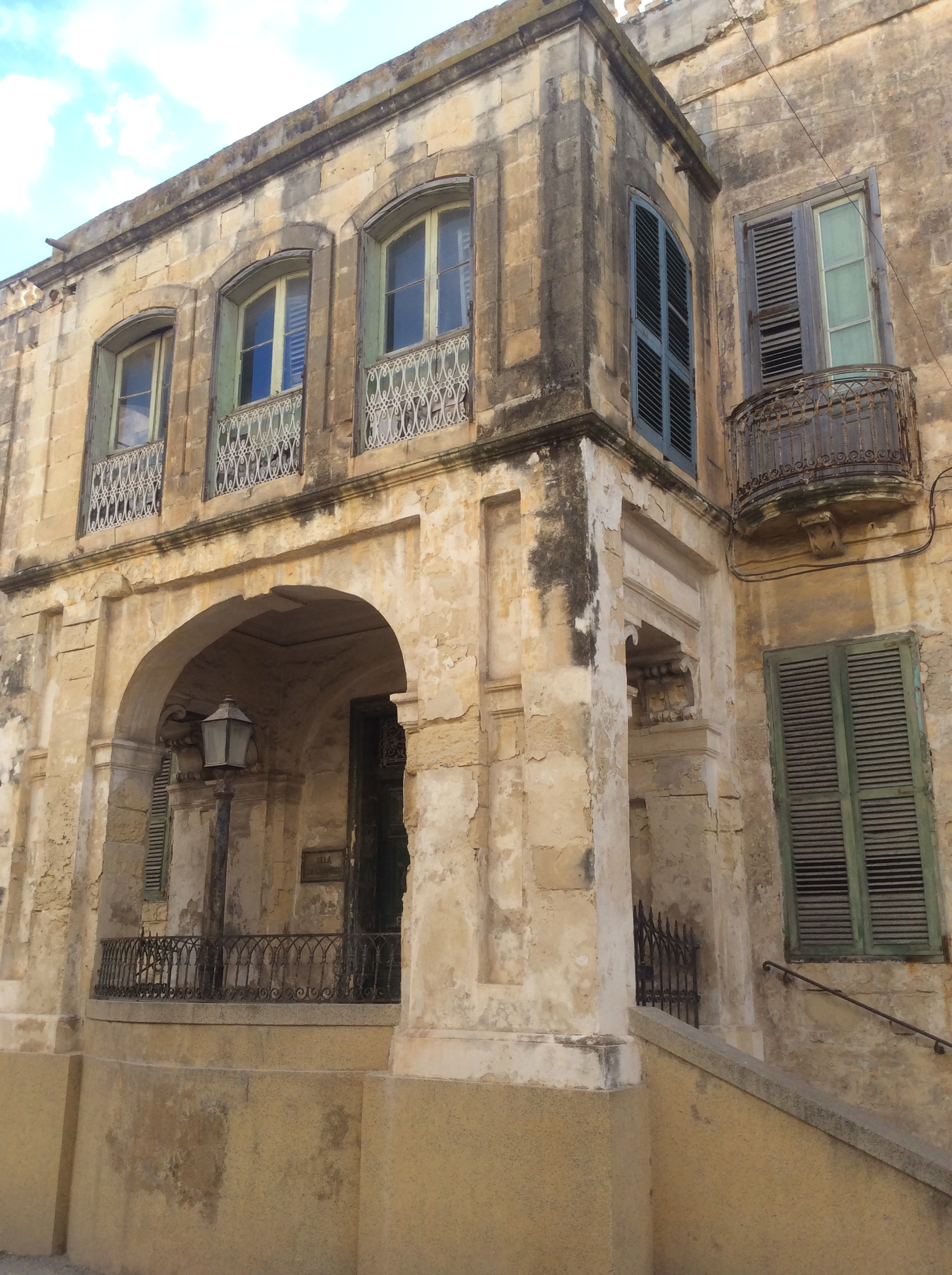
Villa Guardamangia
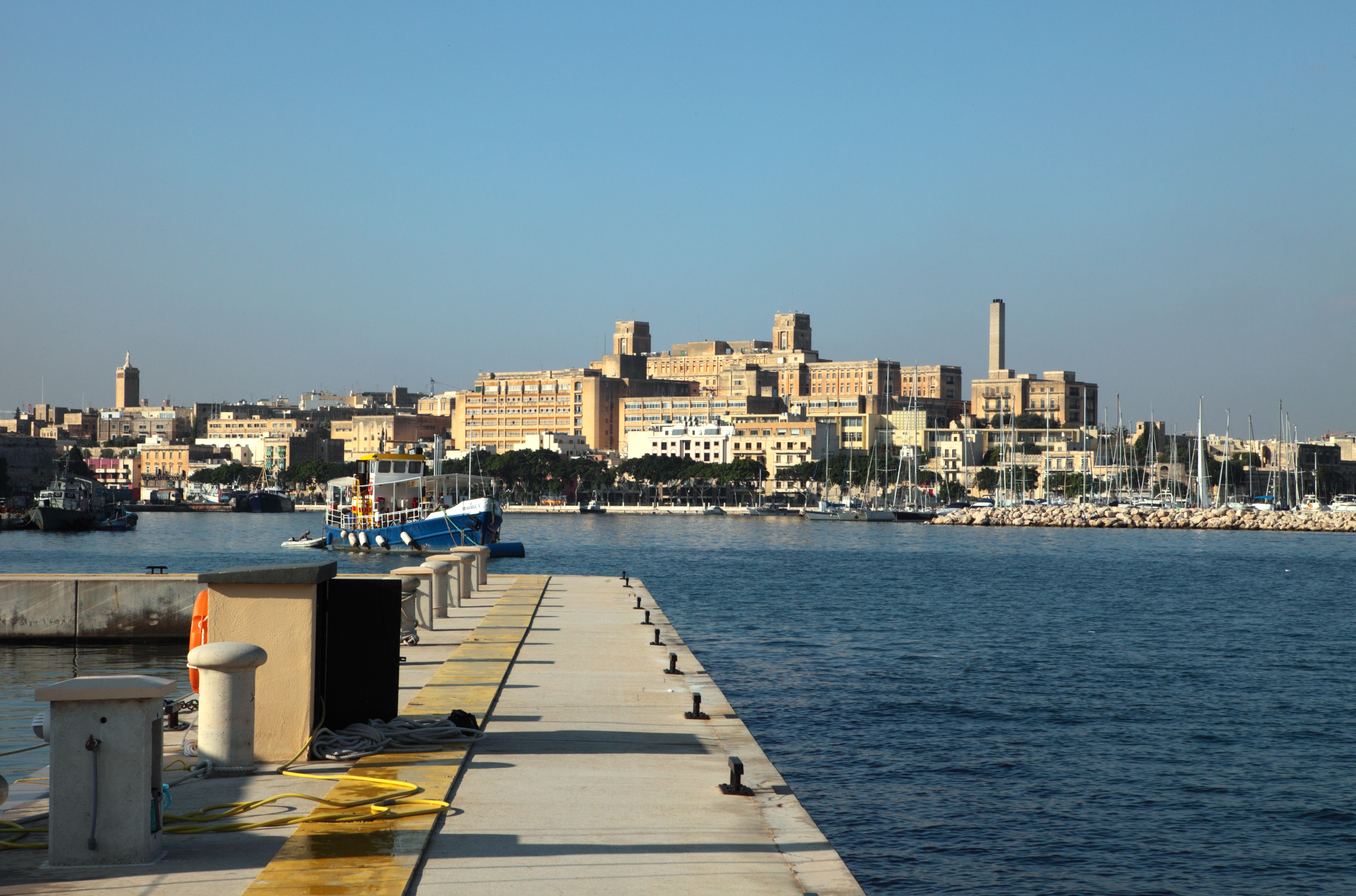
Budynek starego szpitala

## Sport
W miejscowości funkcjonuje klub piłkarski Pietà Hotspurs, powstały w 1968 roku. Klub obecnie gra w Maltese First Division, drugiej maltańskiej lidze. 